# Дей, Мюриэл
Мюриэл Дей (англ. Muriel Day; род. 11 января 1942 в Ньютаунардсе, Великобритания) — ирландская певица, представительница Ирландии на конкурсе песни Евровидение 1969.

## Биография
Мюриэл родилась в 1942 году в городе Ньютаунардс (Северная Ирландия). В 1963 году впервые выступила на ирландском телевидении; в том же году снялась в британском фильме «Билли-джец». В 1969 году молодая исполнительница получила возможность в пятый раз представить Ирландию на Евровидении, проходившем в Мадриде. Она стала первой женщиной, представлявшей Ирландию (участвующую с 1965 года), а также первой конкурсантой родом из Северной Ирландии. Вместе с ней также выступили бэк-вокалистки из группы «The Lindsays». Несмотря на то, что песня «The Wages of Love» была очень популярна в Ирландии, на международном уровне она заняла только седьмое место (в год, когда победителями Евровидения стали четыре человека).